# هانك روبرتس
هانك روبرتس (بالإنجليزية: Hank Roberts)‏ هو عازف تشيلو ومغني أمريكي، ولد في 24 مارس 1954 في تير هوت في الولايات المتحدة.

## وصلات خارجية
- الموقع الرسمي
- هانك روبرتس على موقع ميوزك برينز (الإنجليزية)
- هانك روبرتس على موقع أول ميوزيك (الإنجليزية)
- هانك روبرتس على موقع ديسكوغز (الإنجليزية)